# VR-glasögon

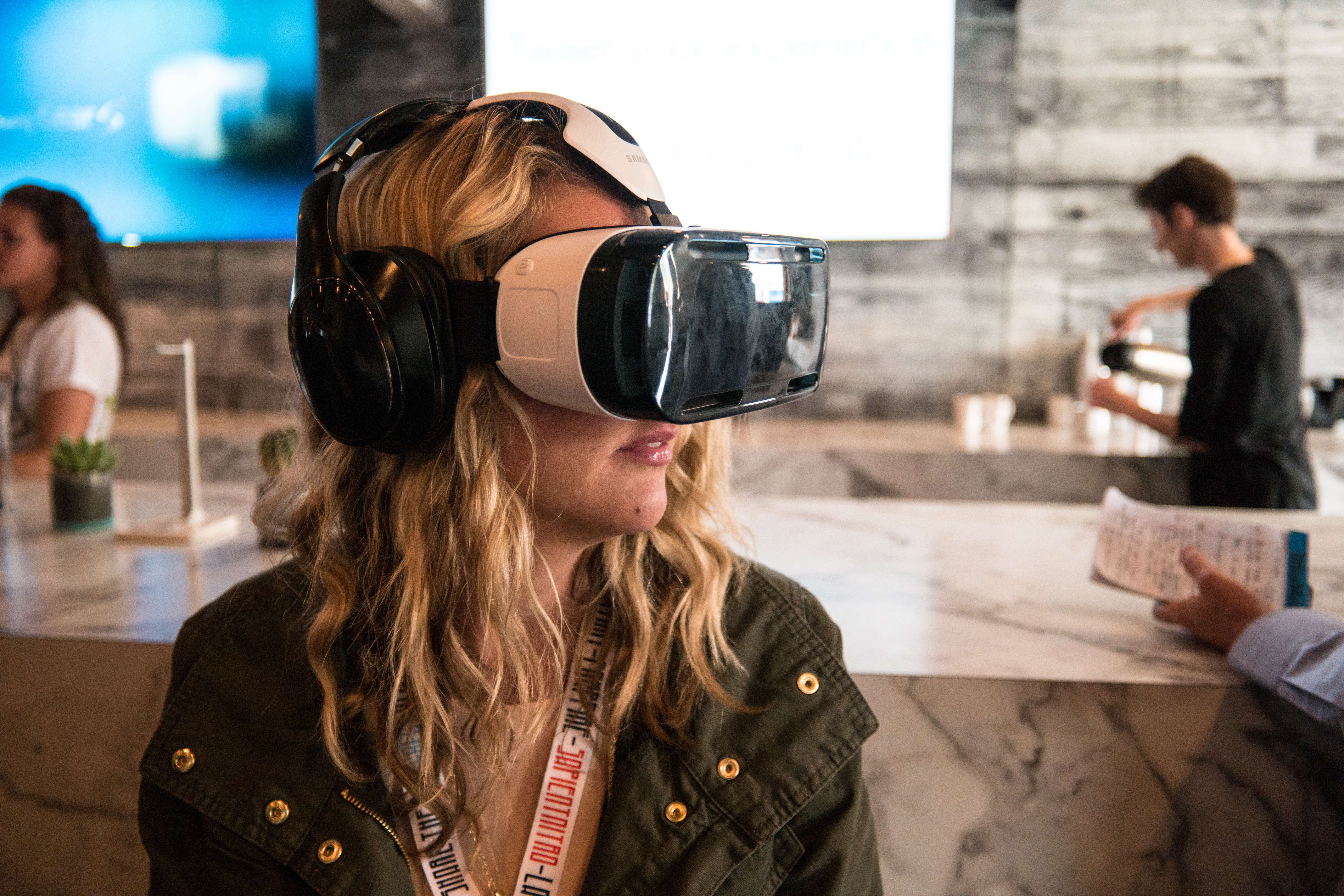
Samsung Gear VR är VR-glasögon man använder för att uppleva virtuell verklighet.

VR-glasögon eller VR-hjälm (av virtuell realitet, engelska: virtual reality headset) är en form av bildskärm (huvudmonterad display) som man sätter framför ögonen för att uppleva virtuell verklighet. Den har två små ljusstarka bildskärmar, en för vardera öga. Eftersom bildskärmarna befinner sig så nära ögonen får man en känsla av att det är en stor bild man ser. Typen av bildskärm som finns i VR-glasögon varierar, t.ex. används OLED och LCD, de har olika optiska egenskaper och vikt. VR-glasögon använder sig av head tracking och vissa även eye tracking och handkontroller. VR-glasögon blev årets julklapp 2016.
Det finns även enklare VR-glasögon som består av en hållare för smartmobil, ofta tillverkad av kartong eller plast, som man fäster på huvudet likt ett cyklop, eller håller i med händerna, som en kikare.

## Medicin
VR-glasögon används för att utbilda läkarstudenter inom olika medicinska fält. De får bland annat se hur läkare utför operationer och får själva träna i en virtuell och kontrollerad miljö, där studenterna utför operationer på virtuella patienter, vilket är förberedande inför operationer på verkliga patienter.

## Galleri

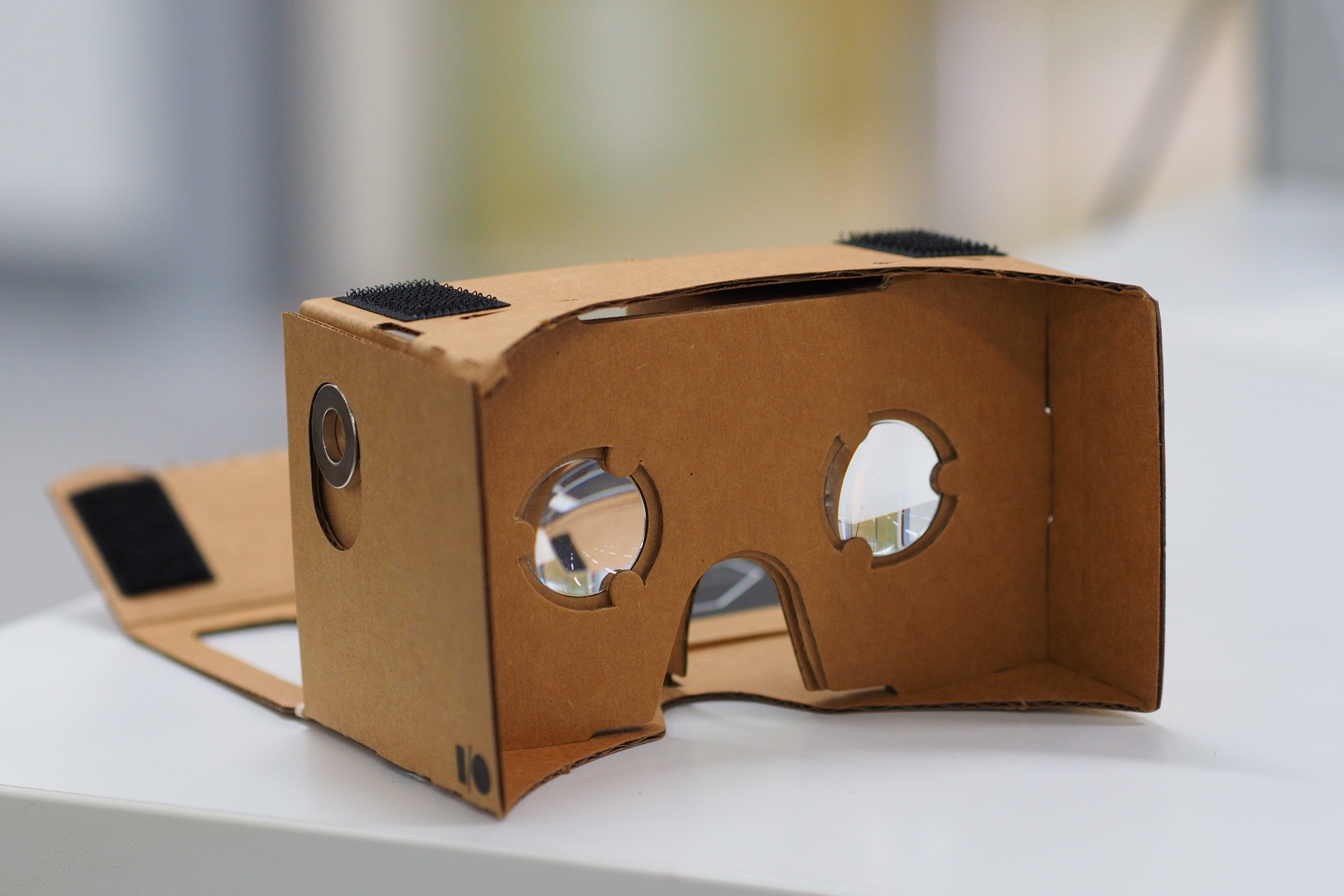
Google Cardboard tillhör kategorin VR-glasögon.
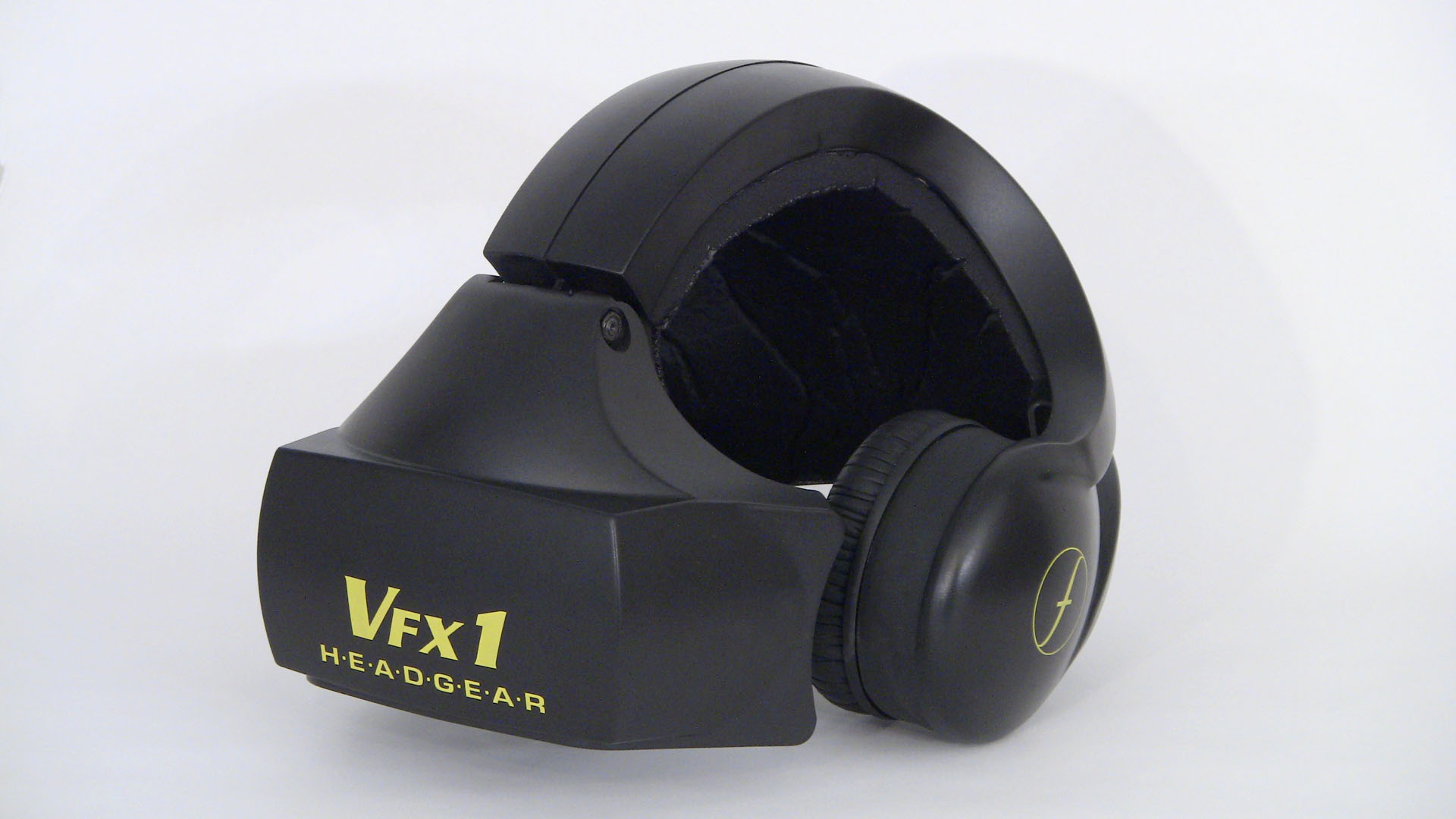
Forte VFX1 var VR-glasögon som släpptes 1995.
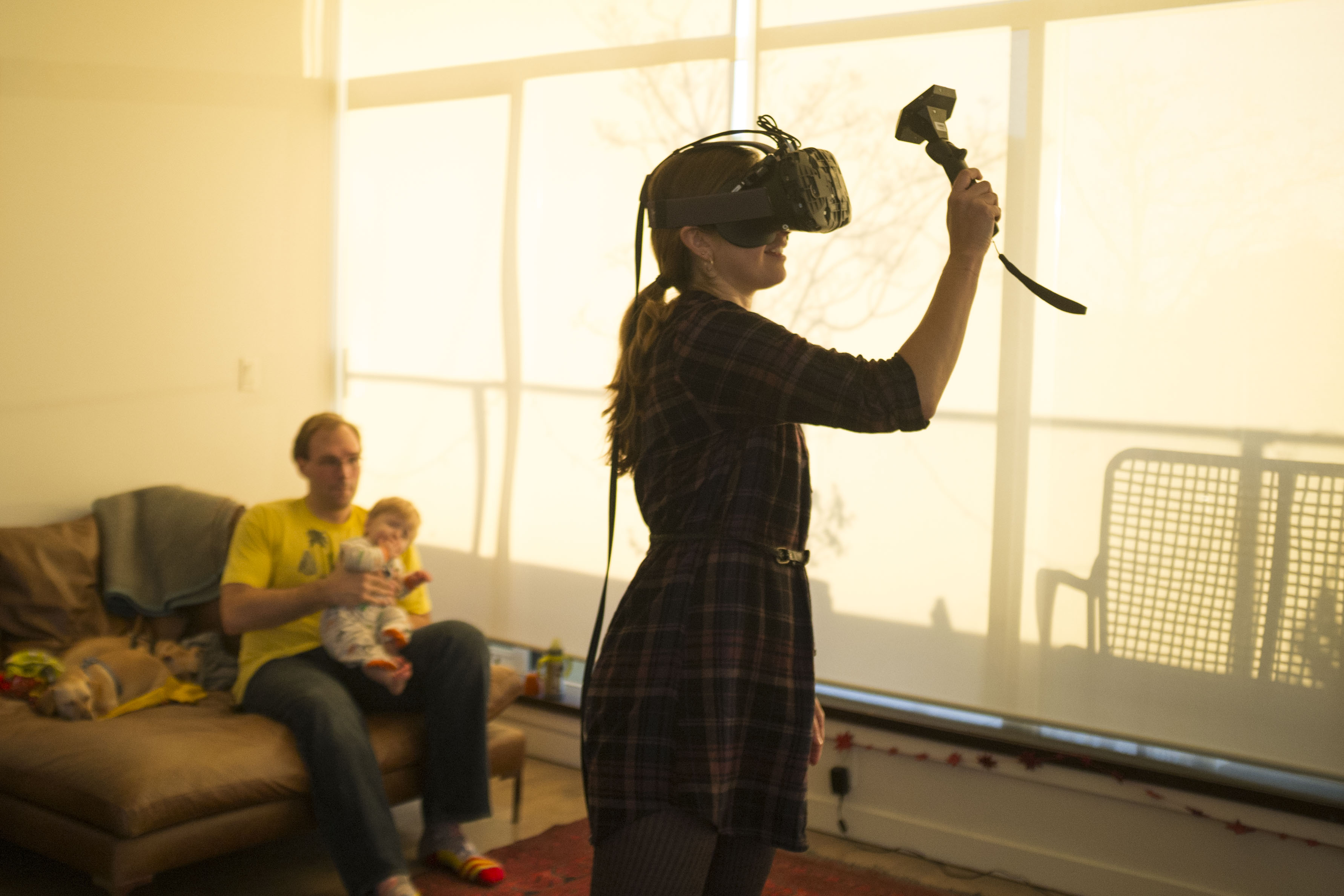
En kvinna använder HTC Vive med handkontroll.
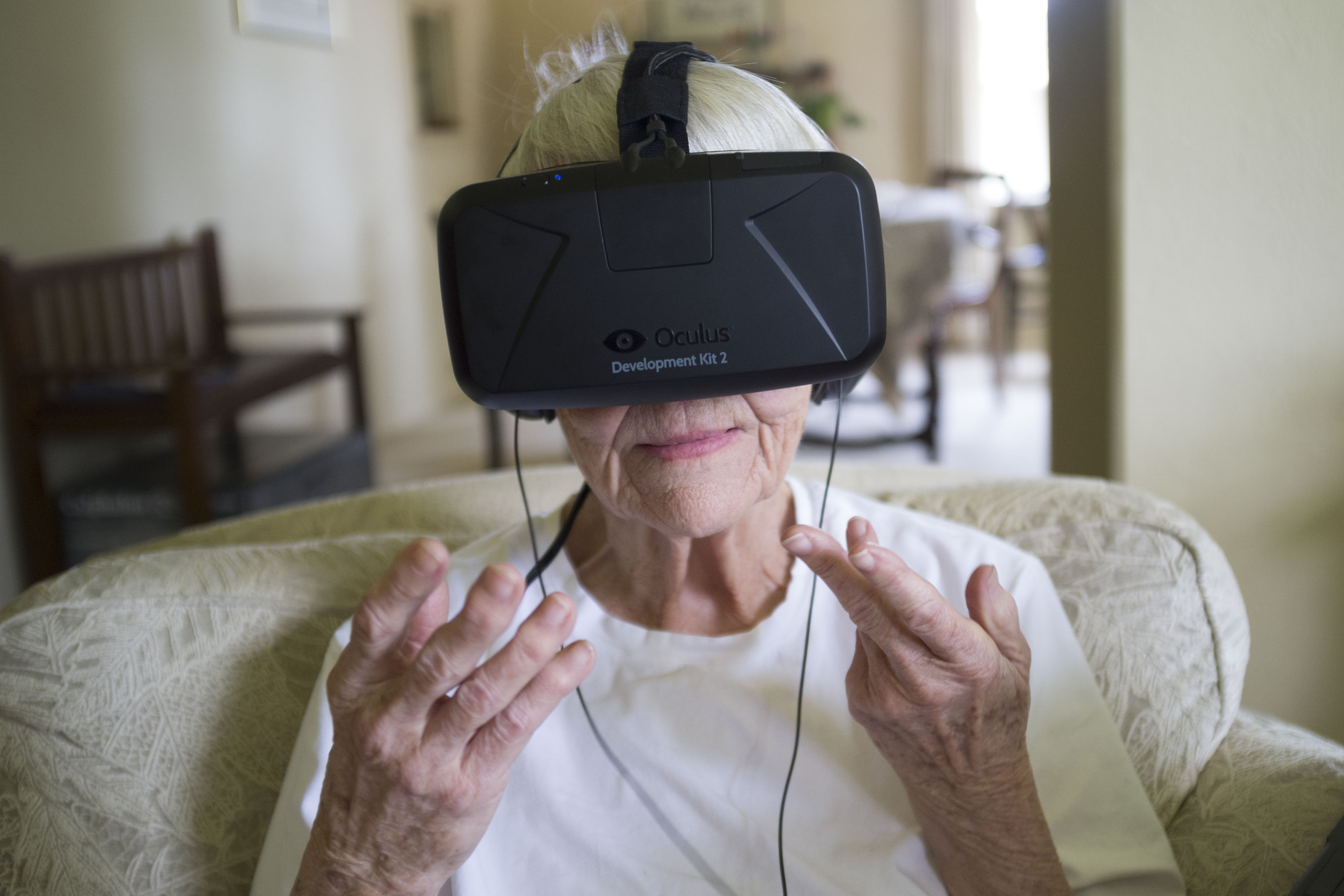
En äldre person använder Oculus Rift (Development Kit 2).
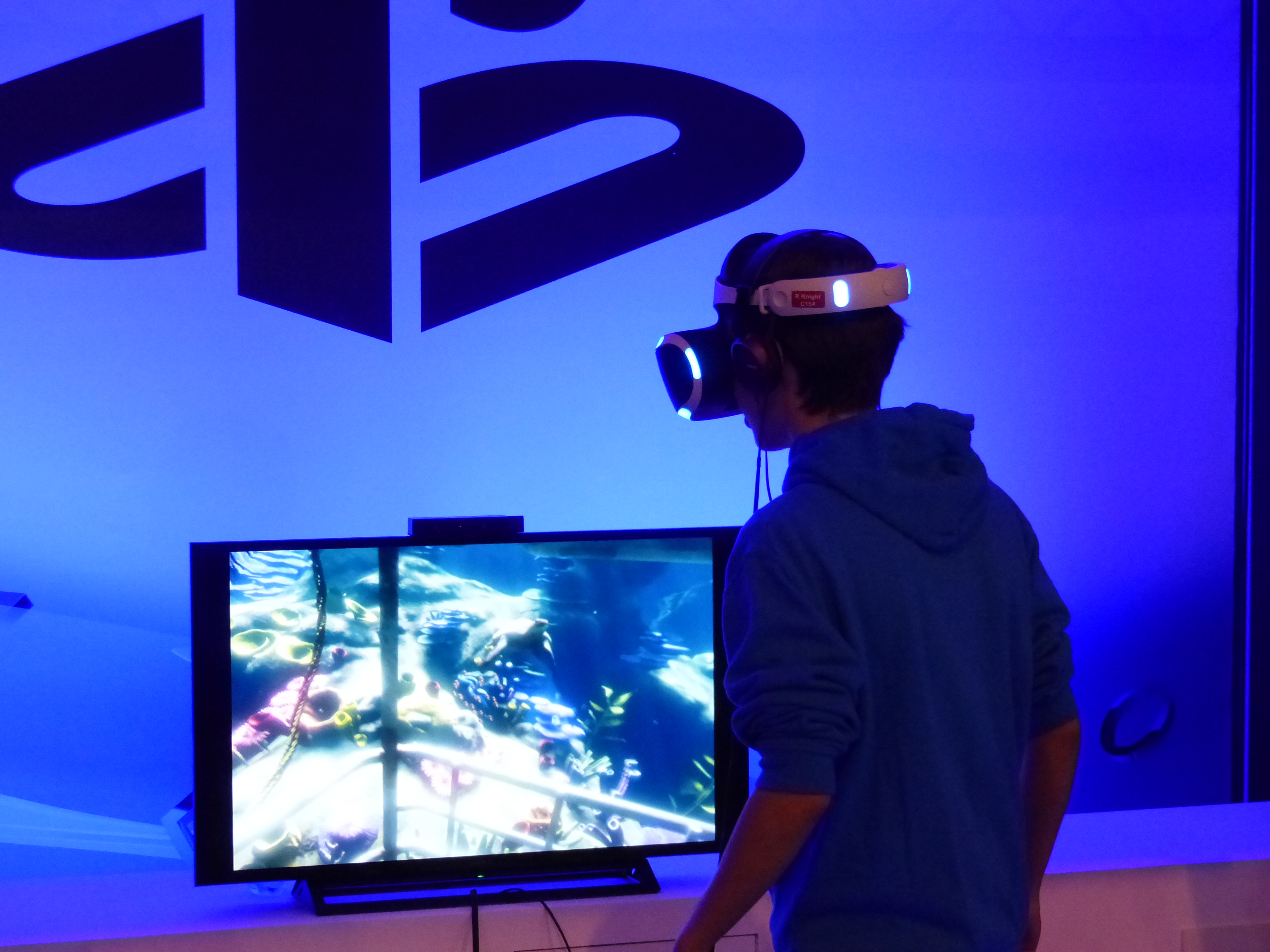
En spelare har på sig VR-glasögonen PlayStation VR.